# Geert Schipper
Pour les articles homonymes, voir Schipper.
Geert Schipper né le 20 septembre 1971 est un triathlète handisport néerlandais.

## Palmarès en triathlon
Le tableau présente les résultats les plus significatifs (podium) obtenus sur le circuit international de paratriathlon depuis 2014,. 
| Année | Paratriathlon                               | Pays        | Position           | Temps           |
| ----- | ------------------------------------------- | ----------- | ------------------ | --------------- |
| 2024  | Championnats d'Europe de paratriathlon PTWC | France      | Médaille d'or      | 53 min 29 s     |
| 2024  | Jeux paralympiques PTWC                     | France      | Médaille de bronze | 1 h 0 min 20 s  |
| 2017  | Championnats du monde de paratriathlon TPHC | Pays-Bas    | Médaille d'argent  | 1 h 4 min 27 s  |
| 2017  | ITU Series PTWC - Étape de Yokohama         | Japon       | Médaille d'or      | 1 h 0 min 35 s  |
| 2016  | Jeux paralympiques PT1                      | Brésil      | Médaille d'argent  | 1 h 1 min 30 s  |
| 2016  | ITU Series PT1 - Étape de Besançon          | France      | Médaille d'or      | 0 h 56 min 5 s  |
| 2016  | Championnats du monde de paratriathlon PT1  | Pays-Bas    | Médaille de bronze | 1 h 2 min 51 s  |
| 2015  | ITU Series PT1 - Étape de Besançon          | France      | Médaille d'or      | 1 h 6 min 1 s   |
| 2015  | ITU Series PT1 - Étape d'Iseo               | Italie      | Médaille d'or      | 1 h 9 min 2 s   |
| 2014  | ITU Series PT1 - Étape de Besançon          | France      | Médaille d'or      | 0 h 59 min 32 s |
| 2014  | ITU Series PT1 - Étape de Londres           | Royaume-Uni | Médaille d'or      | 1 h 5 min 4 s   |
| 2014  | ITU Series PT1 - Étape d'Iseo               | Italie      | Médaille d'or      | 1 h 4 min 12 s  |
| 2014  | Championnats du monde de paratriathlon PT1  | Canada      | Médaille de bronze | 1 h 8 min 2 s   |